# Fixativ

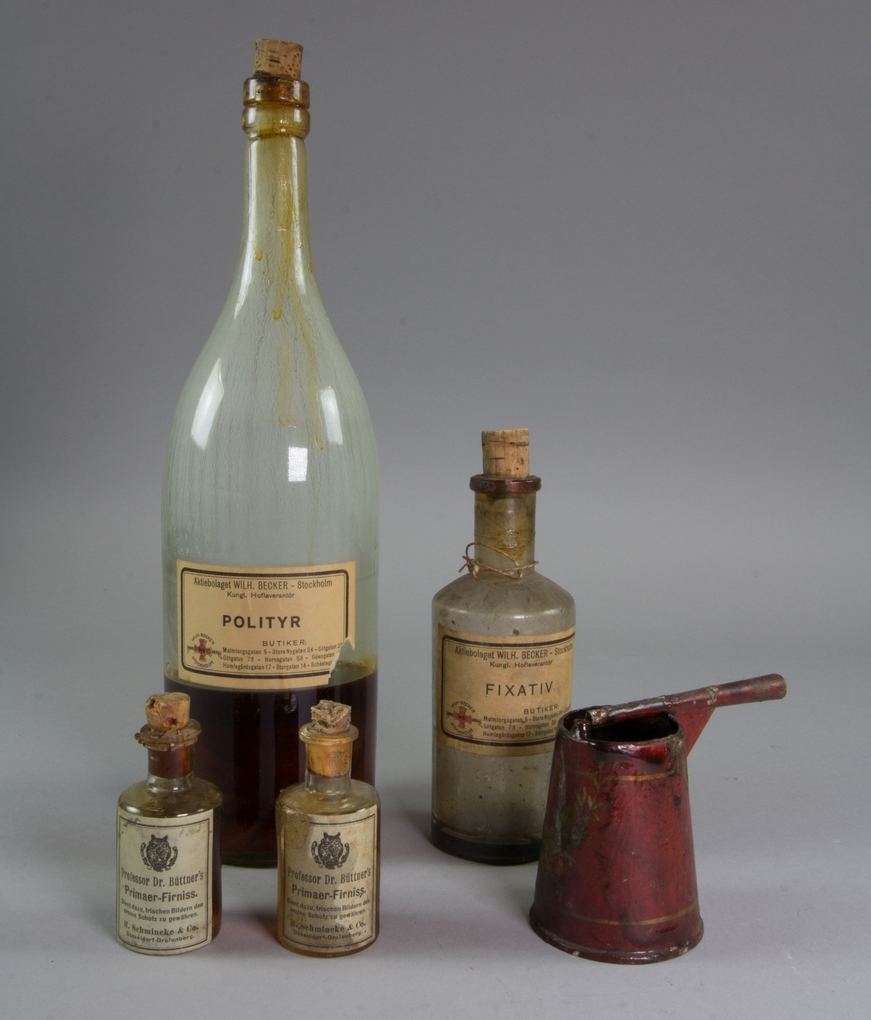
Fixiermittel, Politur, Firnis und ein Fixiermittelsprüher aus den Jahren ca. 1880–1920, aus dem Besitz von Julius Kronberg.

Als Fixativ (von lateinisch fixus, -a, -um = ‚festhaftend, unveränderlich‘) werden je nach Fachgebiet unterschiedliche Substanzen bezeichnet.
In der Kunst dient das Fixativ als Bindemittel und Schutzüberzug von Farbschichten, um Pigmente, Farbstoffe und Oberflächen vor Veränderung, Beschädigung und der Ablösung vom Bildträger zu bewahren, insbesondere bei der Pastellmalerei und Kohlezeichnungen.
Im Malergewerbe werden gelegentlich auch Grundierungen sowie Bindemittel ohne weitere Zusatzstoffe als Fixativ bezeichnet.
In der Medizin werden Fixativa zur Fixierung von Gewebe und Zellen eingesetzt.

## Kunstmalerei
In der Kunst verwendete Fixative enthalten häufig Ethanol (Ethylalkohol, Alkohol) als schnell verdunstendes Lösungsmittel und eine Kombination aus verschiedenen Harzen (z. B. Dammarharze, Polyvinylacetatharz) und Schellack. Die zu schützende Oberfläche wird damit eingesprüht. Es bildet sich ein nicht oder nur schwach sichtbarer Schutzfilm, der die Oberfläche – die Farbe – vor Umwelteinflüssen schützt. Fixative kann man in Sprühdosen kaufen oder in Glasflaschen. Fixative in Glasflaschen werden mit einem Mundvernebler verwendet.

### Öl- und Acrylgemälde
Öl- und Acrylbilder brauchen keine Fixierung, da die Pigmente mit Hilfe des Bindemittels in der Farbe direkt auf der Oberfläche haften. Solche Bilder werden – wenn überhaupt – mit speziellem Firnis behandelt, um sie zu schützen.

### Wasserfarben
Bilder in Wasserfarbtechniken (Aquarell, Gouache, Tempera) sollten auch nicht mit Fixativ überzogen werden, weil die Harzschicht die Wirkung der Farboberfläche verdirbt. Hier hilft die Rahmung hinter Glas.

### Pastellmalerei
Bei der Pastellmalerei hingegen haften die trockenen Pigmente als pudrige Farbteilchen nur ganz schwach auf der Oberfläche. Je glatter der Malgrund ist, desto leichter lösen sich die Farben wieder von ihm ab. Pastellbilder sind so empfindlich, dass man sie bereits durch eine leichte Berührung zerstören kann. Aus diesem Grund müssen sie sorgfältig fixiert werden.
Je mehr Schichten ein Pastellbild bekommen soll, desto öfter muss die Farbe mit Fixativ haftend gemacht werden. Dafür gibt es „Zwischenfixative“ und „Schlussfixative“ mit speziellen Eigenschaften. Sie verkleben die Pigmente miteinander und bilden einen haltbaren Film, der die Oberfläche des Bildes berührungsfest macht und vor den Einflüssen von Feuchtigkeit oder UV-Licht schützt.
Dennoch sind auch gut fixierte Pastellbilder mit Sorgfalt zu behandeln. Beim Aufsprühen des Fixativs wird die behandelte Oberfläche zunächst dunkler. Nachdem das Fixiermittel getrocknet ist, werden die Farben wieder heller. Sie werden jedoch nicht mehr ganz so hell wie vor der Fixierung. Das muss beim Malen bereits berücksichtigt werden. Das Verhältnis der Farbtöne zueinander verändert sich jedoch in der Regel nicht, so dass sämtliche Kontraste erhalten bleiben.
Fixative eignen sich bei der Pastellmalerei auch dazu, besondere Effekte zu erzielen: Sie können in flüssiger Form direkt auf die Farbe aufgeträufelt oder verstrichen werden. Man kann auch Pigmente in der Fixierflüssigkeit lösen und sie auf den Malgrund sprühen oder spritzen, was fremdartige Oberflächentexturen ergibt.
Fixierlösungen verflüchtigen sich schnell, sind leicht brennbar und reizend auf Haut und Schleimhaut. Außerdem sollten sie nicht eingeatmet werden; alle bekannten Hersteller empfehlen die Verwendung in gut gelüfteten Räumen.